# 罗济耶昂东济
罗济耶昂东济（法語：Rozier-en-Donzy，法語發音：[ʁozje ɑ̃ dɔ̃zi]）是法国卢瓦尔省的一个市镇，属于蒙布里松区。

## 地名
该地名中的“东济”（Donzy）来自拉丁语，意为“领主的土地”，并非区域名称。

## 地理
罗济耶昂东济（45°47'53"N, 4°16'40"E）面积9.51 平方千米，位于法国奥弗涅-罗讷-阿尔卑斯大区卢瓦尔省，该省份为法国中南部省份，北起顺时针与索恩-卢瓦尔省、罗讷省、伊泽尔省、阿尔代什省、上盧瓦爾省、多姆山省和阿列省接壤。
与罗济耶昂东济接壤的市镇（或旧市镇、城区）包括：圣阿加特昂东济、比西耶尔、锡旺斯、科唐斯、普伊莱弗尔。

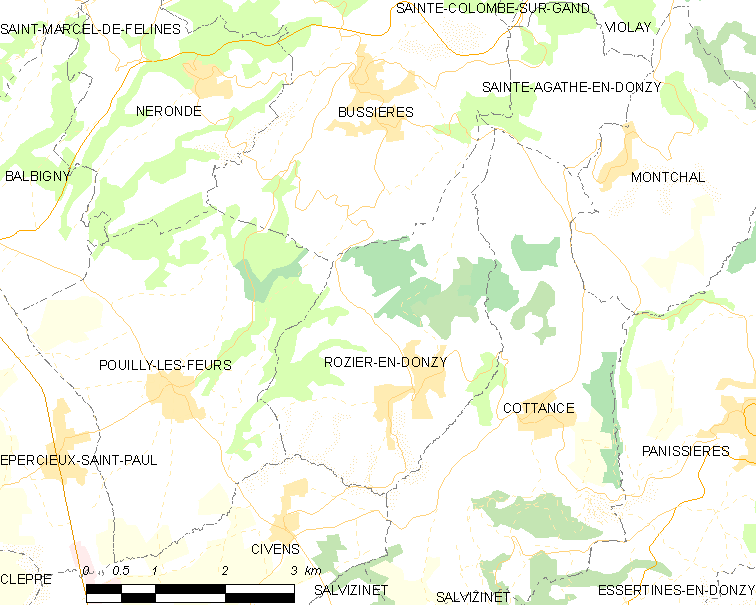
罗济耶昂东济的OSM定位图

罗济耶昂东济的时区为UTC+01:00、UTC+02:00（夏令时）。

## 行政
罗济耶昂东济的邮政编码为42810，INSEE市镇编码为42193。

## 政治
罗济耶昂东济所属的省级选区为弗尔县。

## 人口

1962-2008年间罗济耶昂东济人口变化图示

罗济耶昂东济于2022年1月1日时的人口数量为1421人。